# Via Delapidata

Via Delapidata

Római utak térképe Hispania területén

Az Via Delapidata (latinul: „(széles) burkolt kőút”) később Sevilláig meghosszabbítva Vía de la Plata („ezüst út”) ókori kereskedő zarándok út volt Hispániában, ma Spanyolországban. Az eredeti út Augusta Emeritától indult.
Végpontja Asturica Augusta volt. Ma Sevillából indulva előbb Méridánál csatlakozik a Toledón, Alcalá de Henaresen át Zaragoza felé tartó Via XXV Hispanica, majd Astorgánál a Szent Jakab-úthoz.

## Római út
A római korban fontos ónszállító útvonal volt. Számos forrás, például az Antonini Itinerarium leírja, hogy Hispania Baetica és Lusitania határa felől Asturica Augusta felé tart Tarraconensis provincián is áthaladva.
Idősebb Plinius is megemlíti 73-ban, aki Tarraconensis kormányzója volt. Feltételezhető, hogy Hannibal is áthaladt rajta. A római birodalom idejében az aranybányás Las Médulas és a Tinto és Odiel közti rézbányák vidékét is összekötötte, utóbbit a mai Zafra területén lévő, római korban is használt településektől a Huelva, akkor Onuba fel vezető elágazásával a Gades ma Cádiz öble fölött.

## Galéria

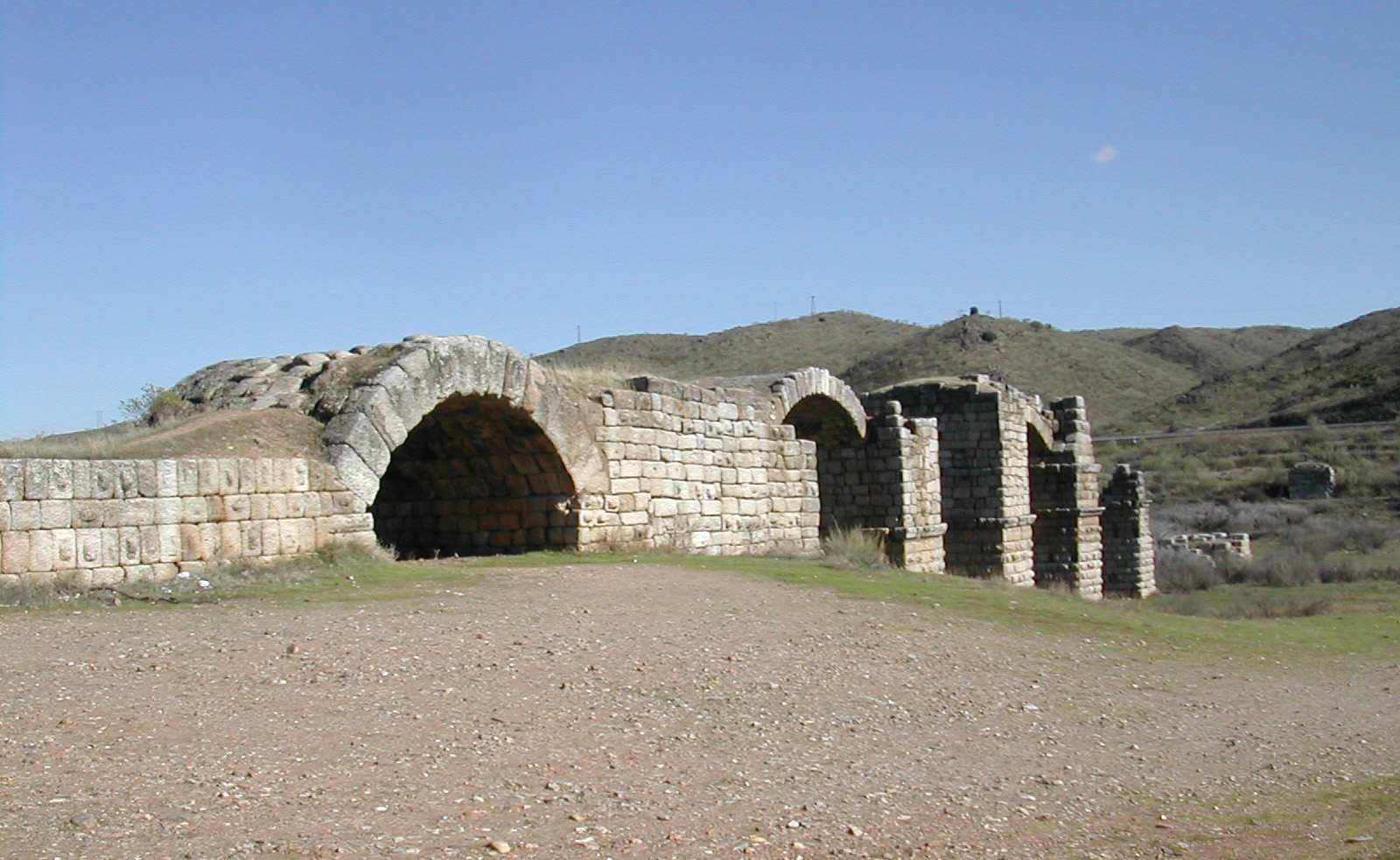
A Tagus-t (Tajo) a közel 300 méter hosszú Alconétar híd szeli át.
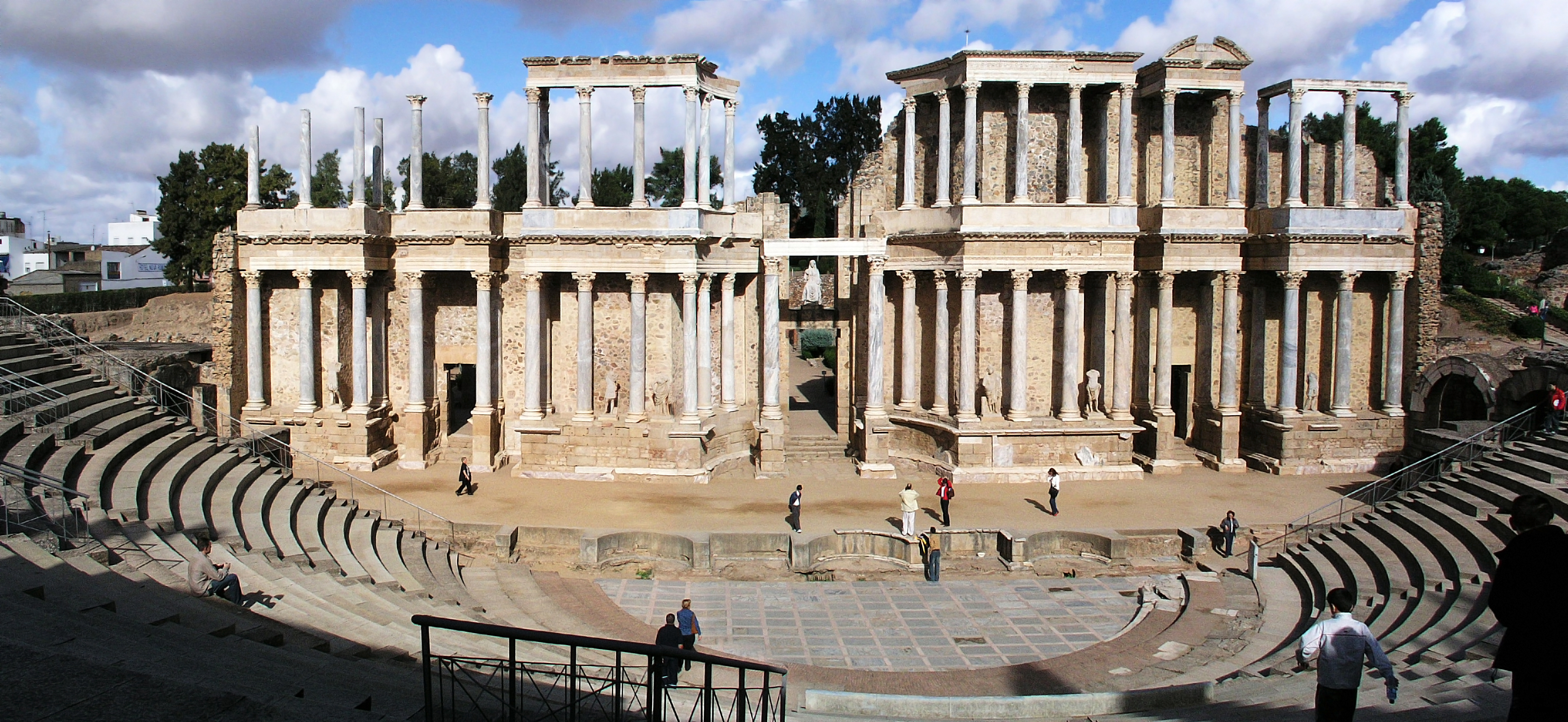
A római színház Méridában
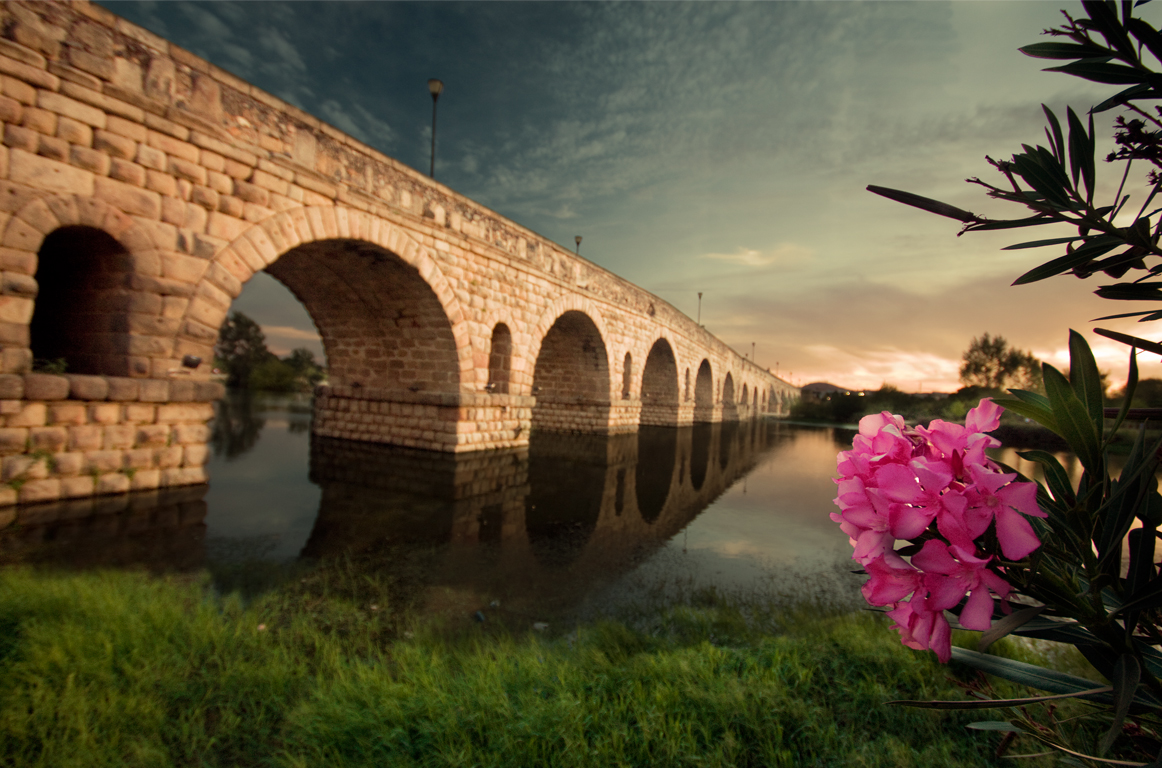
A Guadiana folyó Méridában
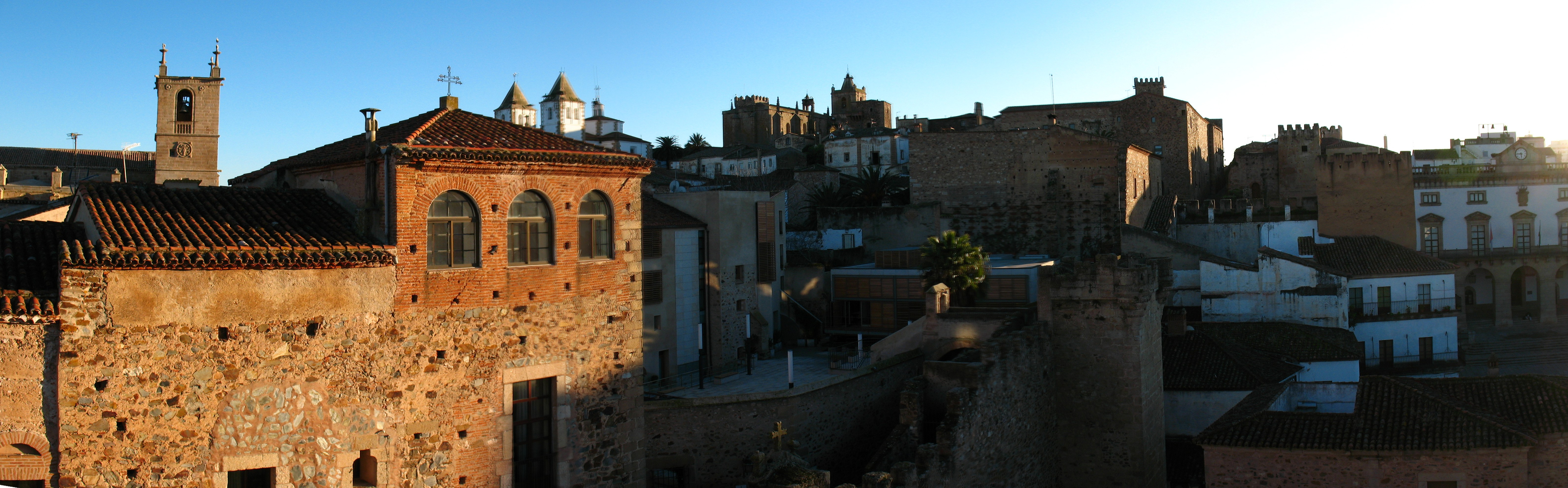
Cáceres
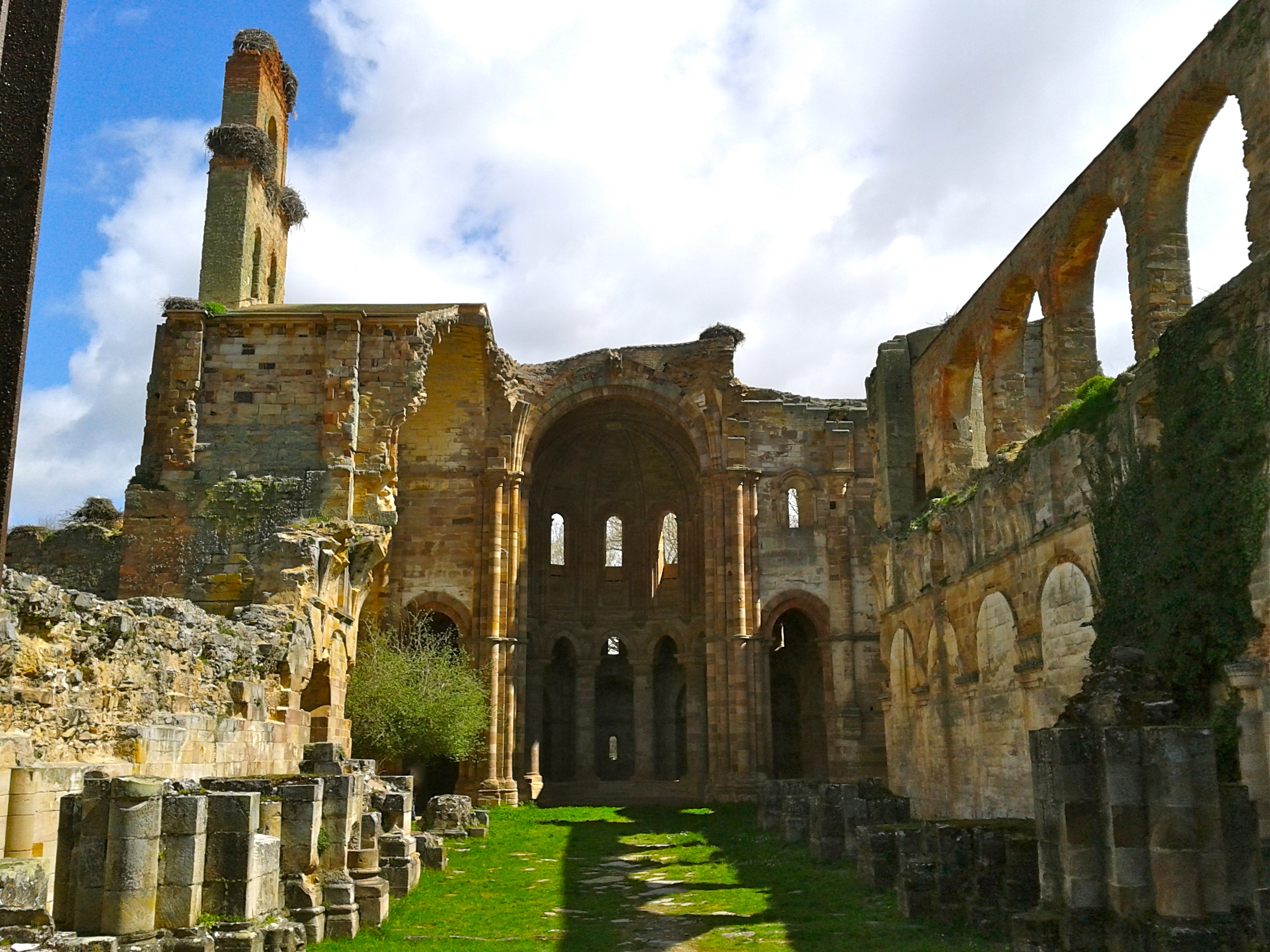
Moreruela apátság (Zamora)
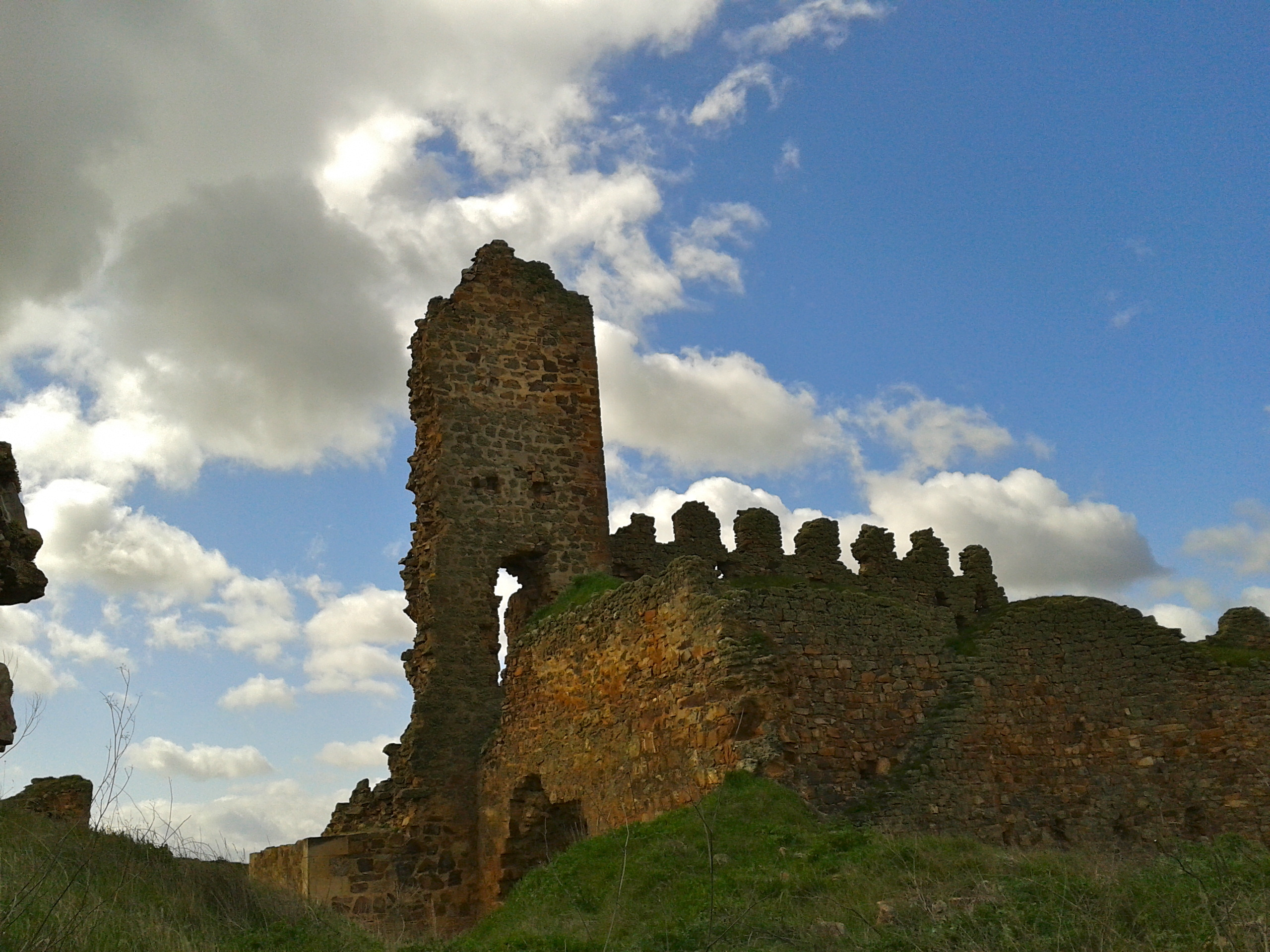
A Castrotorafe kastély maradványai (Zamora)
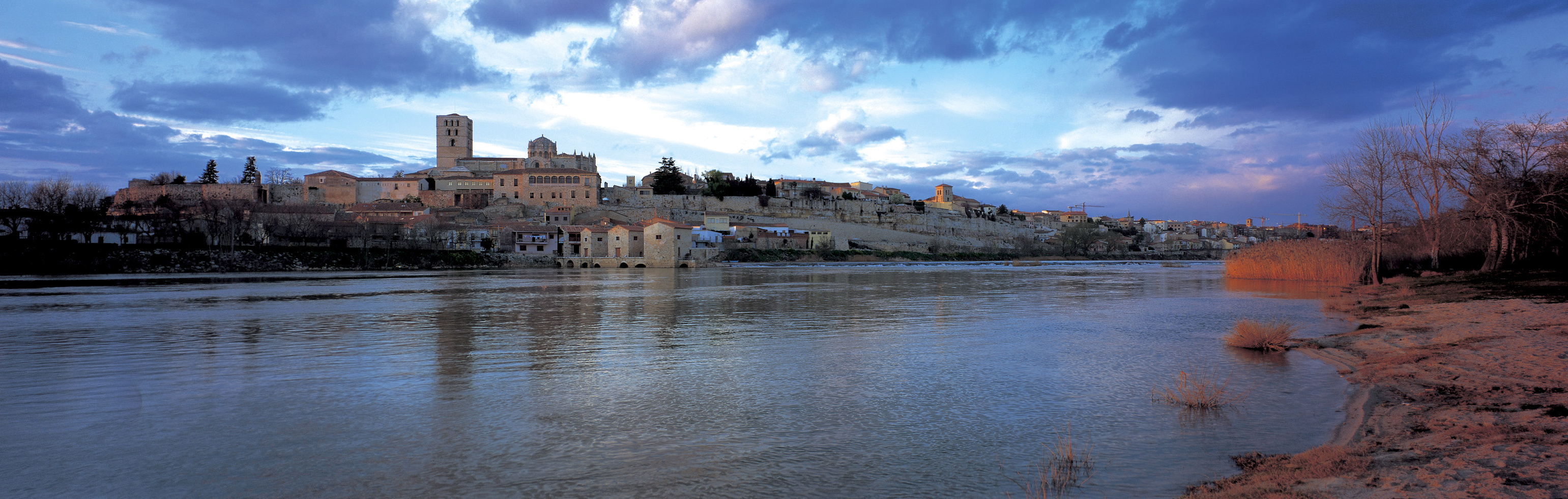
Zamora
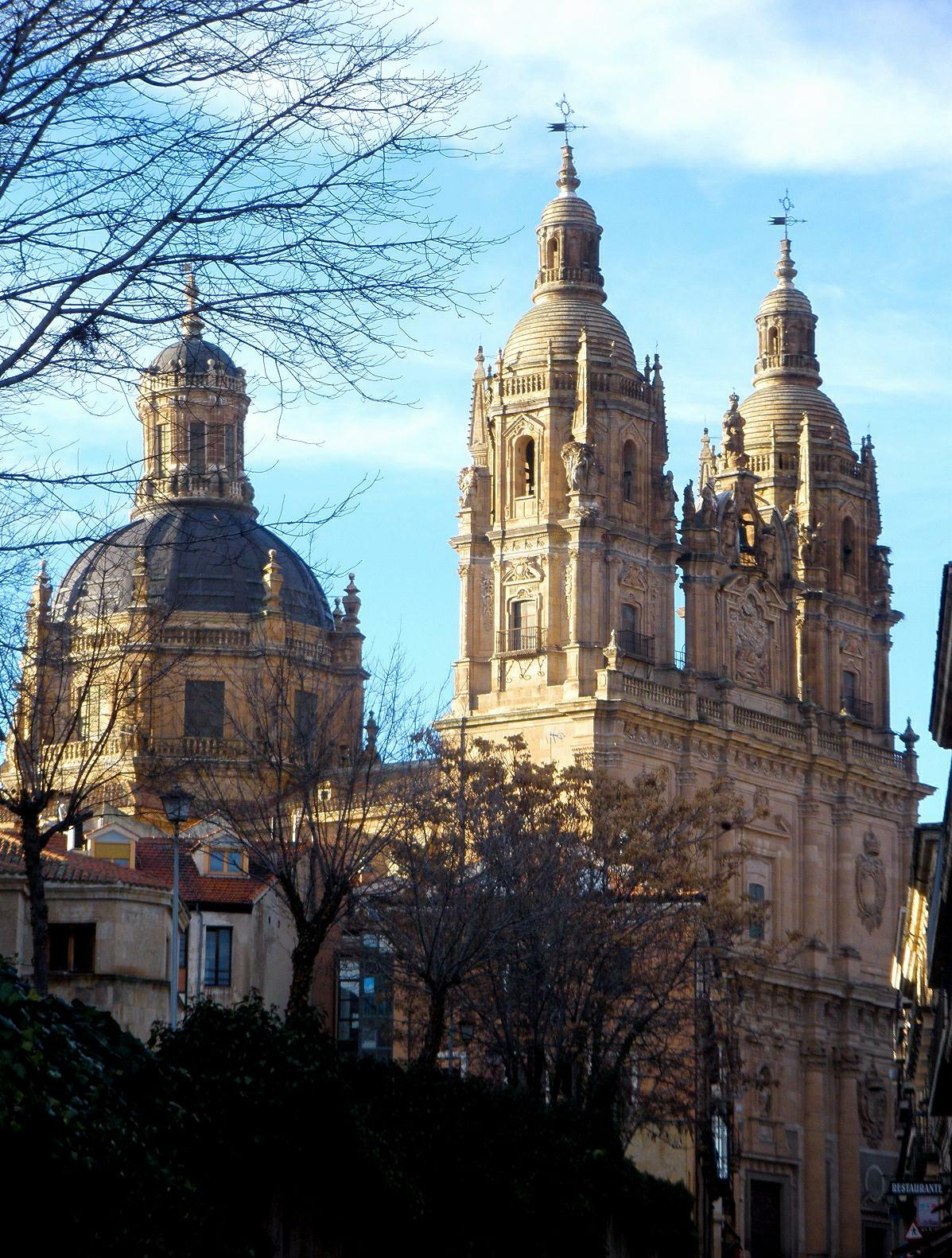
La Clerecía, Salamanca
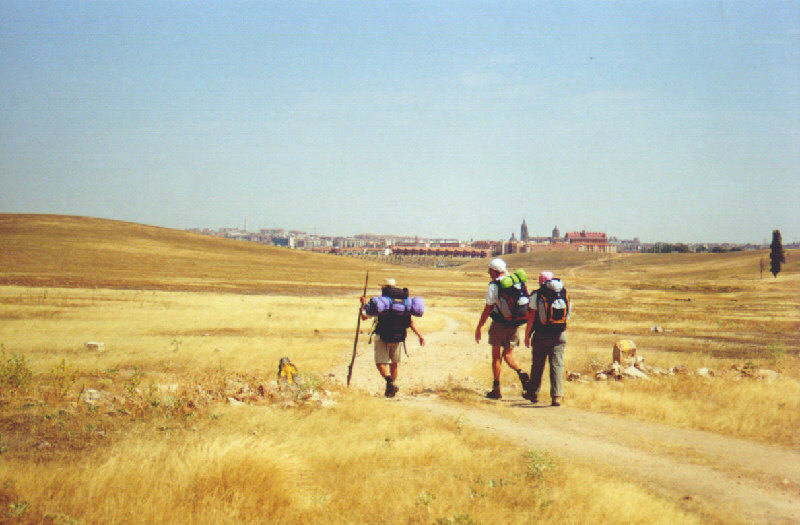
Zarándokok érkeznek Salamancába a Vía de la Plata mentén.
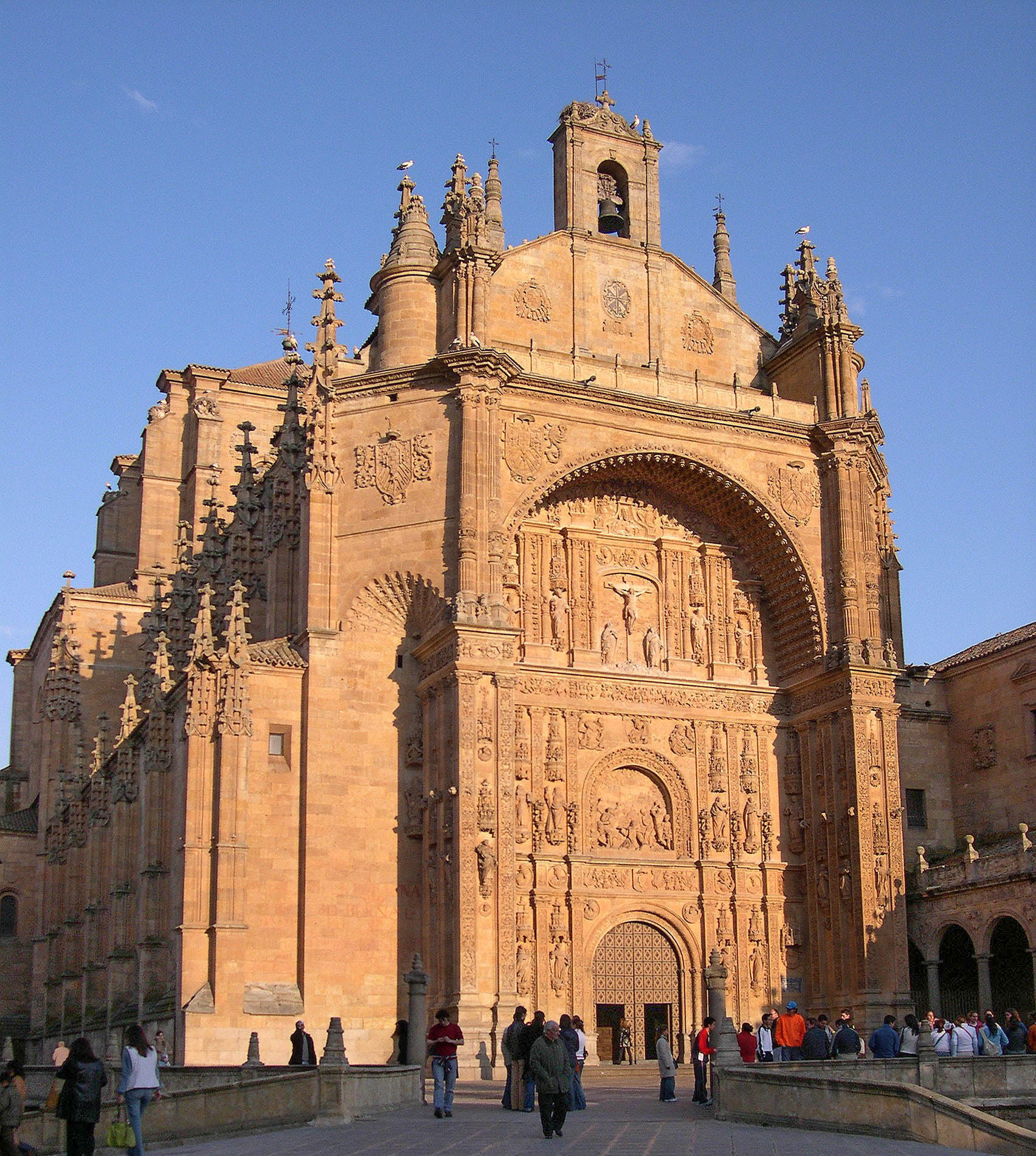
Szent István templom, Salamanca
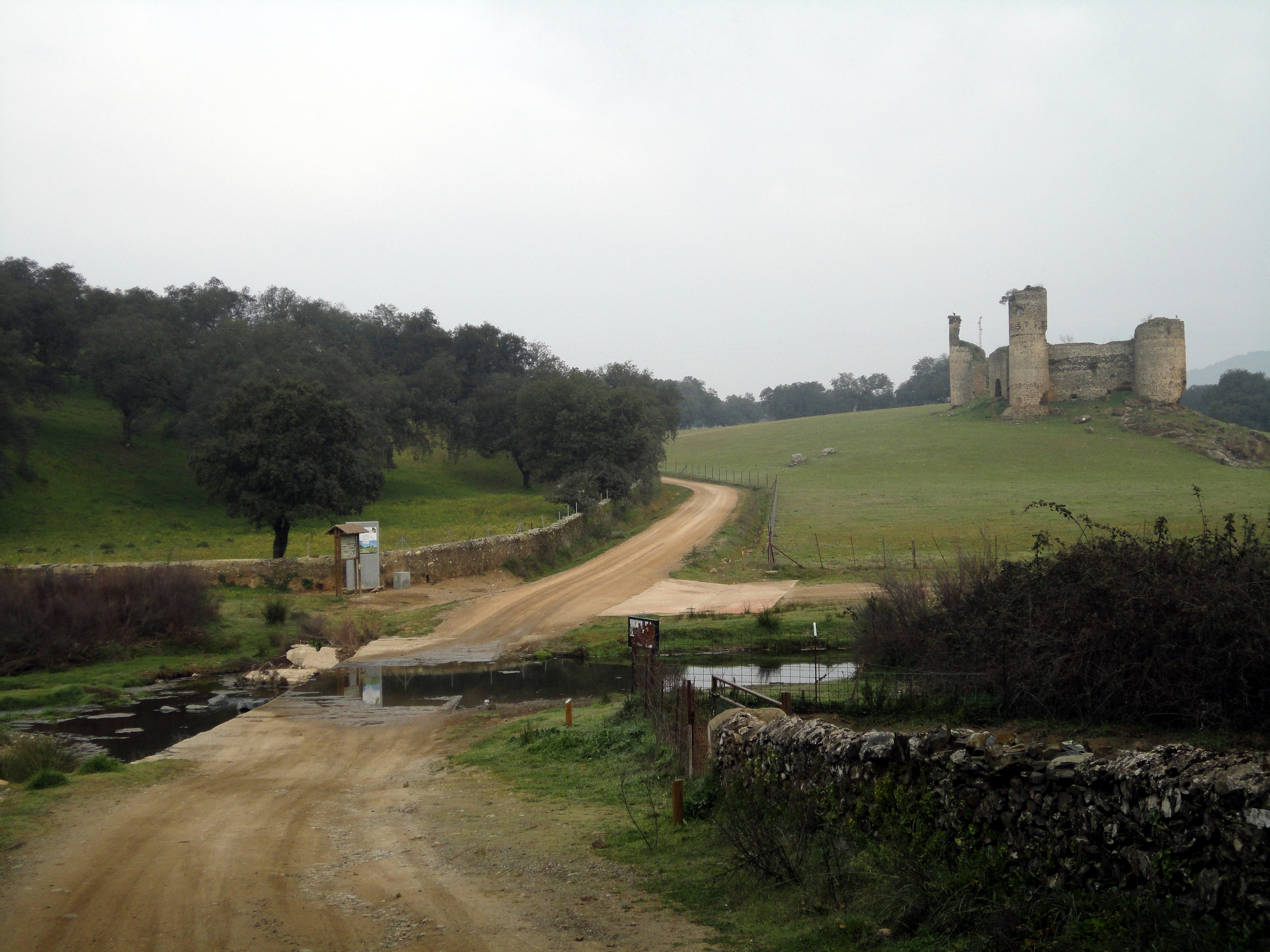
Kastélyromok El Real de la Jara után